# 樂群街公園

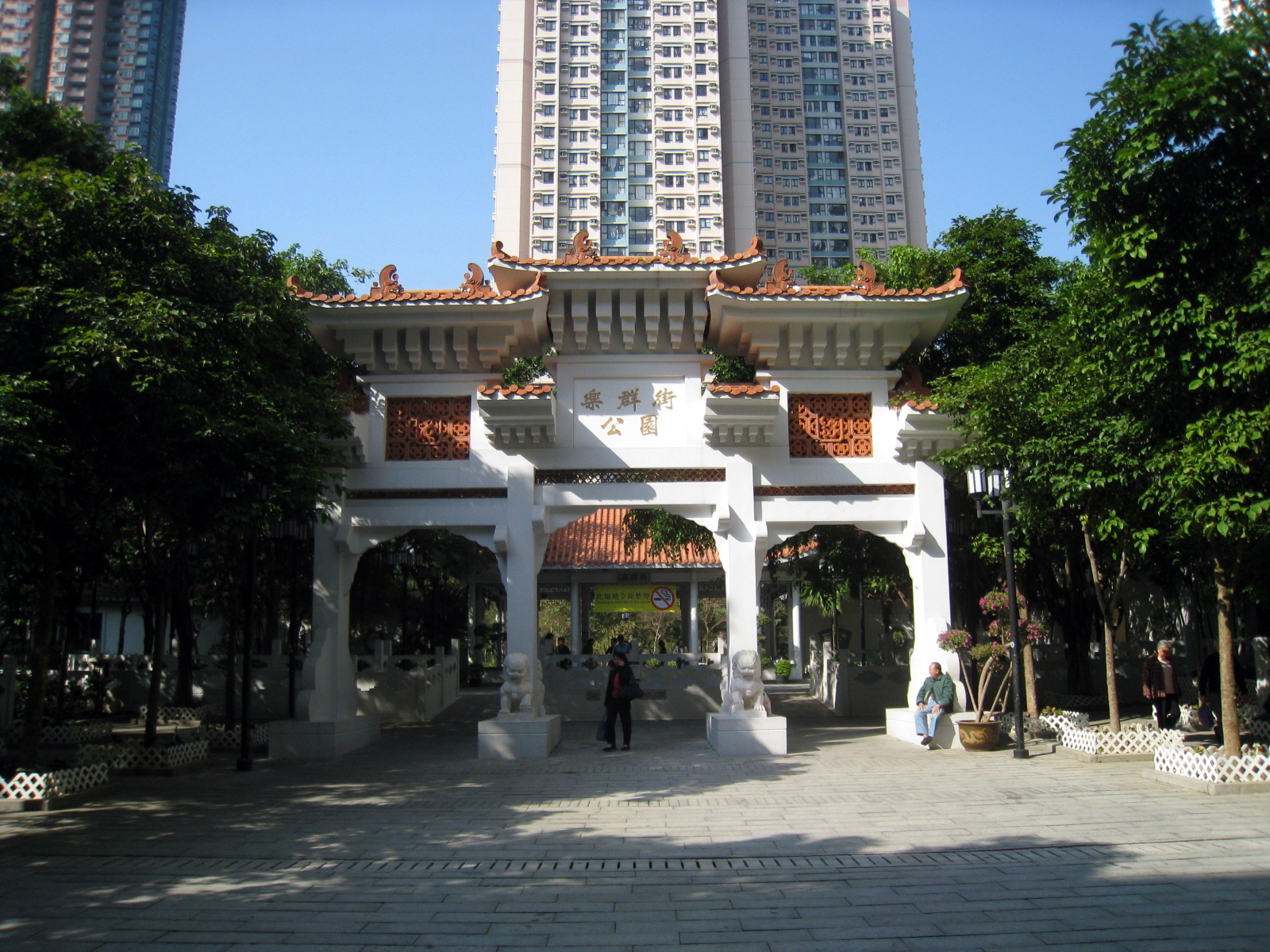
樂群街公園牌坊

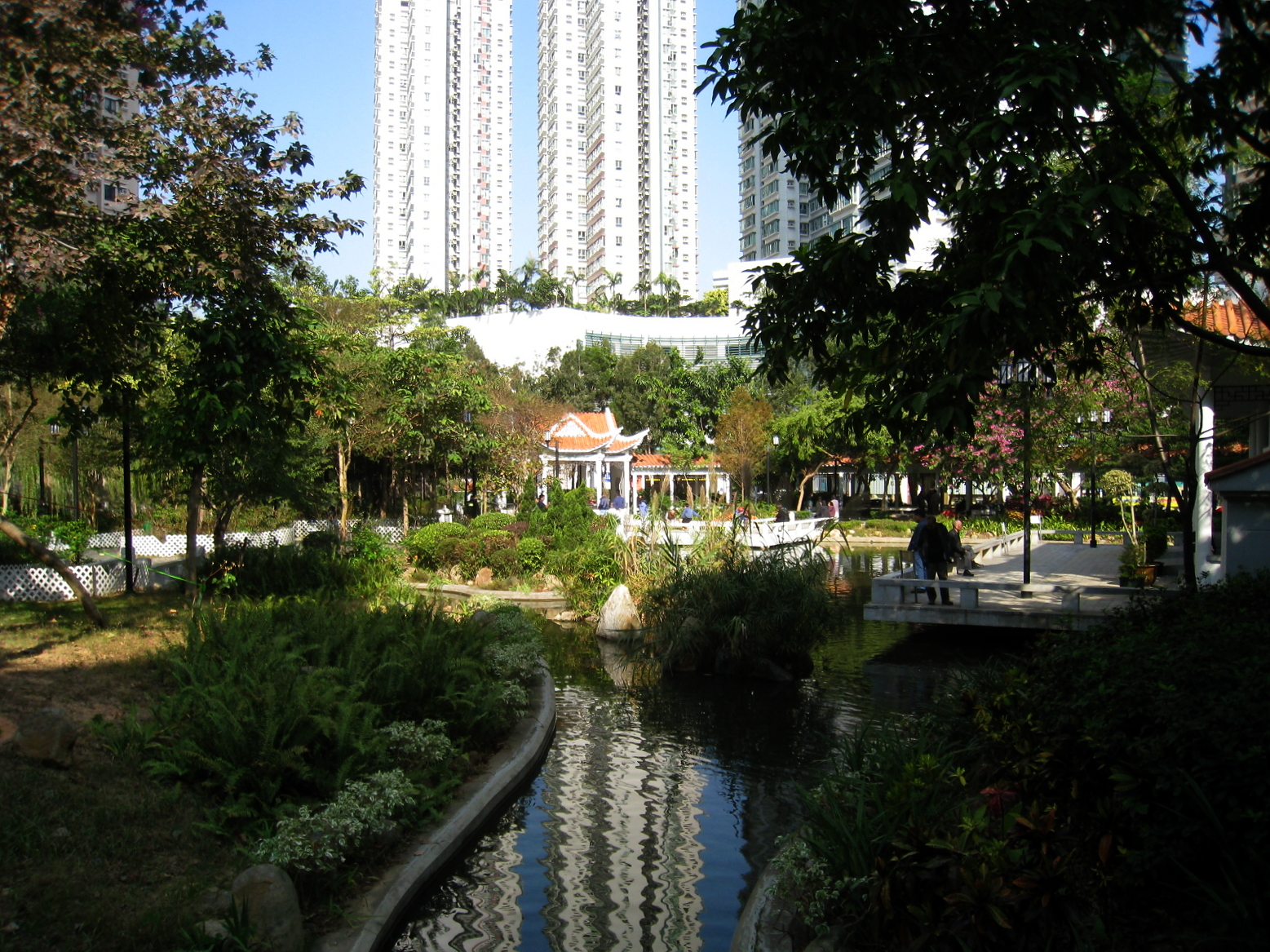
樂群街公園內的魚池

樂群街公園（英語：Lok Kwan Street Park）位於九龍大角咀西，東為工業區及亮賢居，建於1999年，由康樂及文化事務署擁有及管理。

## 鄰近
- 西九龍紀律部隊宿舍
- 惠安街
- 樂群街
- 福利街
- 小巴站總站
- 的士站
- 港灣豪庭
- 大同新邨
- 南昌公園
- 通州街公園
- 柳樹街遊樂場

## 設計
- 中式花園
- 三個刻有題字的涼亭
- 一個金魚魚池
- 一個後備魚缸（供魚池清潔或翻新用）
- 廁所
- 兒童遊樂場
- 緩跑徑 (300米)